# Sœurs de Saint Dominique de Cracovie
Les sœurs de Saint Dominique de Cracovie (en latin : Sorores Ordinis Sancti Dominici in Polonia ) est une congrégation religieuse féminine enseignante et hospitalière de droit pontifical.

## Historique
Le 2 juillet 1856, la polonaise Rose Białecka (1838-1887) rencontre dans son pays Vincent Jandel, maître de l'ordre des Prêcheurs qui lui suggère de se rendre au monastère des dominicaines du Tiers-Ordre enseignant de Nancy pour qu'elle se forme à la vie religieuse ce qui lui permettrait d’être à l’avenir la restauratrice des sœurs dominicaines de Pologne. Elle entre au couvent de Nancy le 11 juin 1857, reçoit l'habit religieux le 30 avril 1858 où elle prend le nom de sœur Marie Colombe, prononce ses vœux religieux le 30 avril de l'année suivante puis regagne son pays natal.
Elle commence la vie commune avec deux aspirantes le 30 mai 1861 à Tarnobrzeg, lieu de pèlerinage à la Vierge dont l'image se vénère dans le couvent des dominicains de Tarnobrzeg. Le 15 janvier 1868, Mgr Manastyrski (pl), évêque de Przemyśl, érige la nouvelle congrégation en institut religieux de droit diocésain ; à la suite de ce décret, Mère Marie Colombe est nommée supérieure générale de la congrégation. L'institut est agrégé à l'ordre des Prêcheurs en 1885, il obtient le décret de louange le 21 mars 1885 et ses constitutions sont définitivement approuvées le 18 août 1911.
Une religieuse de cette congrégation, Julie Rodzińska (pl) (1899-1945), martyre au camp de concentration du Stutthof, est béatifiée le 13 juin 1999 par Jean-Paul II. Le procès de béatification de la fondatrice est également en cours.

## Activités et diffusion
Les Sœurs se consacrent à l'enseignement et aux soins des malades. 
Elles sont présentes en :
- Europe : Pologne, Biélorussie, Russie, Ukraine, Italie.
- Amérique : Canada, États-Unis.
- Afrique : Cameroun.

La maison généralice est à Cracovie. 
En 2017, la congrégation comptait 363 sœurs dans 55 maisons.